# Detective Conan: Captured in Her Eyes
Detective Conan: Captured in Her Eyes, conhecido como Case Closed: Captured in Her Eyes (名探偵コナン 瞳の中の暗殺者, Meitantei Conan: Hitomi no Naka no Ansatsusha, Detective Conan: The Assassin in Her Eyes)  nos Estados Unidos, é um filme de animação japonês baseado na série de anime e mangáDetective Conan. Foi lançado em 29 de dezembro de 2009 nos Estados Unidos. Este filme obteve uma receita de bilheteria de 2,5 bilhões de ienes japoneses.

## Enredo
Ran tem um flashback de Shinichi levando-a à fonte do Tropical Land, o parque de diversões local. Conan (usando a voz de Shinichi) liga para Ran em uma cabine telefônica e ela pergunta se eles poderiam ir novamente para a Tropical Land. Os Detective Boys chegam, o que faz com que Conan desligue rapidamente.
As crianças inventaram uma nova charada, mas Conan a resolve facilmente. Genta tenta atravessar uma rua movimentada, mas o policial Osamu Narasawa o impede e aconselha as crianças a esperar o próximo sinal verde. Quando eles terminam de cruzar, Conan se vira e vê um homem misterioso com um guarda-chuva atirando em Osamu. O homem corre e Conan tenta persegui-lo, mas sem sucesso. Quando Conan pergunta a Osamu se ele sabia quem atirou nele, o homem agarra seu caderno e sucumbe aos ferimentos.
Os Detective Boys são levados a uma conferência policial porque foram testemunhas do crime. No entanto, a conferência não leva a lugar nenhum, pois Ayumi, Mitshuiko e Genta discordam sobre a aparência do culpado. Conan afirma que a capa de chuva e o guarda-chuva do culpado eram ambos cinza, lembrando que o guarda-chuva estava na mão direita, provando que o culpado era canhoto, já que a arma foi disparada com a sua mão esquerda.
Mais tarde, uma mulher em uma garagem encontra o detetive Shiba morto a tiros, que também segurava seu caderno da polícia na mão direita. Na manhã seguinte, Kogoro pede a Megure mais detalhes, mas Megure desliga, dizendo que está ocupado. Megure é mostrada conversando com Takagi, dizendo que as informações que só os dois sabem devem permanecer em segredo.
Mais tarde, a irmã de Shiratori deu uma festa para abençoar seu casamento. Quando Kogoro vê Megure novamente, ele tenta obter informações, mas Megure permanece em silêncio. Conan percebe que Meguire pode saber de algo que é mantido em sigilo. Kogoro e Conan mais tarde tentam chantagear Takagi usando a informação de que Takagi gosta de Sato. Takagi conta a Kogoro e Conan que a segunda vítima segurou seu caderno durante seus momentos de morte, algo não mencionado na mídia. Shiratori aparece e diz a Kogoro que todas as informações que ele receberá ele não precisava saber. Conan pensa nas palavras e teme que o assassino possa estar associado à polícia, ou a toda a própria força.
Sonoko e Ran são mostrados perguntando a Eri como Kogoro a pediu em casamento, enquanto Sato vai ao banheiro. Ran vai junto. O culpado então dispara uma bomba no banheiro, cortando a energia do chão. Ran pega uma lanterna debaixo da pia, que o assassino usa para atirar. Sato, no entanto, protege Ran e leva vários tiros. A luz da lanterna incide no rosto do culpado (a tradicional silhueta humanóide). Sato é mostrado inconsciente e Ran desmaia ao ver suas mãos ensanguentadas, culpando-se pelo que aconteceu. No hospital, Megure afirma que Sato tem 50-50 chances de viver. O cirurgião que se tornou psiquiatra Kyosuke Kazato diagnostica Ran com amnésia, explicando que ela perdeu as memórias de todos que ela conhecia, incluindo as memórias do presente.
Megure decide revelar as informações sobre o caso para Kogoro. Um talentoso cirurgião chamado Thomas Jinno ficou bêbado e cometeu suicídio cortando o pescoço. O inspetor Tomonari conduziu a investigação com seus subordinados Osamu, Shiba e Sato. Durante o caso, Tomonari sofreu um ataque cardíaco, insistindo que ninguém se preocupasse e que continuassem a vigilância. Sato é forçado a mandar Tomonari para o hospital, onde ele morre devido à sua condição. Os dois restantes veem os suspeitos, notando que um deles é o filho do chefe Toshiro Odarigi, Toshiya. O caso, entretanto, foi abruptamente concluído como suicídio. Megure conclui sua descrição do caso informando que Sato e os outros estiveram investigando o caso recentemente em seu tempo livre.
Alguém está perseguindo Ran no pátio do hospital e dentro de seu quarto de hospital, levando Conan a informar Kogoro que ela pode ter visto o culpado, o que a torna um possível alvo. Mais tarde, Ran recebe alta do hospital.
No dia seguinte, os Detective Boys ficam com Ran, atuando como guarda-costas. Ai então comenta que seria melhor se a memória de Ran não retornasse e que ela gostaria de ter perdido a sua também. Pode-se notar que ela revela seus sentimentos por Conan, apenas para depois disfarçar como uma piada. Enquanto está em sua casa, Ran afirma que ficou nostálgica ao ver a foto de Shinichi. Os Detective Boys, não sabendo que Conan é Shinichi, criticam Shinichi por ser insensível por não ter voltado para visitar Ran. Conan está visivelmente chateado e zangado com a situação. Naquela mesma noite, Ran pergunta a Conan sobre Shinichi.
No dia seguinte, Ran, Eri e Conan estão esperando na estação de metrô para fazer compras quando, de repente, o culpado empurra Ran para os trilhos, apenas para Conan salvar sua vida.
Conan é mostrado investigando profundamente as pessoas relacionadas a Jinno, o que o leva a finalmente descobrir quem é o culpado. Um grande avanço, no entanto, foi que Jinno cortou o médico que estava operando um paciente que sofreu um ataque cardíaco. Isso aparentemente causou a morte do paciente. O chefe de polícia é visto perseguindo Conan.
Ran, no hospital, vê a Tropical Land na televisão, levando os outros a levá-la lá na esperança de ajudar com sua memória. Já lá, Takagi vai ao banheiro, e um personagem mascote da Tropical Land se aproxima de Ran. Os Detective Boys perseguem o mascote e os derruba. Kogoro remove a cabeça do mascote, revelando ser Makoto Tomonari, filho do falecido Inspetor Tomonari. Ele também encontra uma faca no bolso do peito. Makoto afirma ser inocente, mas mesmo assim o prendem. As crianças comemoram a vitória, mas Ai duvida que seja o fim. Toshiya, um dos suspeitos do caso, está assistindo em silêncio com um sorriso malicioso no rosto. Kogoro avisa a Ran que vai à delegacia para interrogatório e também manda que ela fique na Tropical Land até que ela recupere a memória.
Na delegacia, Makoto é interrogado. Ele revela que não estava se aproximando de Ran, mas em vez disso, queria falar com Mouri para pedir por sua ajuda; sua faca era para proteção do assassino. Os homens ficam surpresos com a confissão de Makoto e percebem que Ran está em grave perigo.
De volta a Tropical Land, o verdadeiro assassino ataca Ran, mas o Dr. Agasa a protege e leva um tiro. Conan corre para ajudá-la e rapidamente a leva para as profundezas da Tropical Land, embarcando em uma lancha com o culpado atrás deles em outra lancha. Quando o culpado os encurrala em um vulcão, Conan apresenta sua dedução. O assassino é o cirurgião cuja mão foi cortada por Jinno, o psiquiatra Kyosuke Kazato. Ele assassinou Jinno como vingança por ter ferido suas mãos, arruinando sua carreira promissora. Depois que Kazato renunciou, ele se tornou psiquiatra, foi consultado por um dos policiais do falecido Tomonari e descobriu que o caso de Jinno tinha sido reaberto. Kazato assim continuaria e assassinaria todas as pessoas com conexões ao caso. Ran se tornou um alvo porque ela viu seu rosto quando ele atacou Sato.
Conan e Ran escapam temporariamente de Kazato por um túnel. Kazato os alcança, e Conan conclui sua dedução, explicando como Kazato atirou em Sato através de um guarda-chuva preparado com um buraco nele, não deixando nenhum resíduo de pólvora em suas roupas quando ele enfiou o braço pelo buraco e disparou. Como evidência, as vítimas estavam se referindo ao coração ao serem mortas, o que é um trocadilho com a profissão anterior de Kazato, a de cirurgião cardíaco. Kazato se aproxima com uma arma, e Ran pergunta a Conan por que ele a está protegendo, ao que Conan responde que a ama. Eles fogem de Kazato novamente, e Conan leva Ran até a fonte, o mesmo lugar onde Shinichi levou Ran há muito tempo. Kazato os encontra e começa a atirar em Conan. Quando a fonte liga, Ran se liberta de sua amnésia, sendo então capaz de se lembrar de Sato protegendo-a anteriormente. Ela tem flashbacks de várias cenas, incluindo uma onde ela testemunha o rosto de Kazato. A fonte desliga, dando a Conan a chance de chutar uma lata de Coca-Cola em Kazato, assim o nocauteando. Ele acorda e Conan não percebe, mas bem quando ele está prestes a esfaquear Conan, Ran quebra a lâmina com seu chute, atigindo Kazato. Ela então relembra todos os eventos e começa a nocautear brutalmente Kazato, finalmente o derrubando. Todos então aparecem e Kazato é levado sob custódia. Mais tarde, chega a notícia de que Sato sobreviveu à cirurgia e estará em breve se recuperando totalmente.
Ran conta a Conan a frase que seu pai disse a sua mãe: que ele a amava mais do que qualquer outra coisa no mundo, e Conan diz que ele não pode acreditar que ela usou a mesma frase que aquele velho estúpido, referindo-se a Kogoro.

## Elenco de voz
| Personagem dublado                                       | Voz japonesa      | Voz inglesa          |
| -------------------------------------------------------- | ----------------- | -------------------- |
| Conan Edogawa                                            | Minami Takayama   | Alison Retzloff      |
| Shinichi Kudo / Jimmy Kudo                               | Kappei Yamaguchi  | Jerry Jewell         |
| Mitsuhiko Tsuburaya / Mitch Tsuburaya                    | Ikue Ohtani       | Cynthia Cranz        |
| Kogoro Mouri / Richard Moore                             | Akira Kamiya      | R. Bruce Elliott     |
| Ran Mouri / Rachel Moore                                 | Wakana Yamazaki   | Colleen Clinkenbeard |
| Genta Kojima / George Kojima                             | Wataru Takagi     | Mike McFarland       |
| Ayumi Yoshida / Amy Yoshida                              | Yukiko Iwai       | Monica Rial          |
| Sonoko Suzuki / Serena Sebastian                         | Naoko Matsui      | Laura Bailey         |
| Inspetor Meguire                                         | Chafurin          | Mark Stoddard        |
| Dr. Hiroshi Agasa                                        | Kenichi Ogata     | Bill Flynn           |
| Detetive Ninzaburou Shiratori / Detetive Nicholas Santos | Kaneto Shiozawa   | Eric Vale            |
| Kousuke Kousuke                                          | Kazuhiko Inoue    |                      |
| Ninoho                                                   | Naoya Uchida      |                      |
| Você chengzhen                                           | Morikawa Tomoyuki |                      |

## Música
O tema do filme é "Anata ga Iru kara" de Miho Komatsu (arranjado por Daisuke Ikeda ).

## Home Media

### VHS
O VHS do filme foi lançado em 21 de abril de 2001. Foi descontinuado logo depois de 2006, quando foi mudado para o DVD.

### DVD da região 2
O DVD do filme foi lançado em 24 de janeiro de 2001. Um novo DVD foi lançado em 25 de fevereiro de 2011, reduzindo significativamente o preço original e adicionado um trailer como um bônus.

### DVD da região 1
A FUNimation Entertainment lançou a dublagem em inglês, intulidada de Case Closed - Movie: Captured in Her Eyes, na Região 1 em 29 de dezembro de 2009.

### Blu-ray
A versão Blu-ray do filme foi lançada em 27 de maio de 2011. O Blu-ray contém o mesmo conteúdo do DVD, além de um mini-livreto explicando o filme e a função BD-live.